# Penny board
Pour les articles homonymes, voir Penny (homonymie).
Un Penny est un type de skateboard en plastique, connu dans l'industrie comme un cruiser court. 

## Description
Le terme Penny est synonyme de « Penny Skateboards », une entreprise basée en Australie, fondée en 2010 par Ben Mackay. Penny est une marque déposée de skateboards, mais son nom a été largement utilisée pour décrire l'ensemble des petits skateboards en plastique à cause de la popularité de la marque. Penny Skateboards a relancé le skateboard en plastique en couplant du plastique de haute qualité pour le pont avec les roues et les trucks. Penny Skateboards a connu son nom grâce à la sœur de Ben Mackay, Penny.
Les skateboards Penny sont composés de plusieurs parties, qui sont fabriquées séparément. Ils peuvent être achetés soit en pré-monté, entièrement assemblés , soit en pièces détachées. Parce qu'ils sont fabriqués à partir de plastique, les skates Penny sont plus légers, mais sont aussi plus robustes. Ils sont vendus en trois tailles différentes, en 22" (l'Original), en 27" (le Nickel) et en 36", le longboard. Disponibles dans différentes couleurs et différents dessins, les skates Penny sont un populaire accessoire de mode pour les adolescents et les jeunes adultes, en influençant les styles de vêtements, de musique et de culture de rue. 
Les skateboards Penny sont souvent vus dans des lieux fréquentés par les jeunes, comme dans les campus universitaires ou dans les skateparks. Les skates Penny ont grandi en popularité comme un moyen de transport pour les étudiants car ils étaient assez petits pour être laissés dans les casiers d'école. Ils sont particulièrement populaires dans les régions côtières, où les gens les utilisent pour une balade le long de la mer du côté des trottoirs et de sentiers de randonnée. Les Penny peuvent être utilisés pieds nus, une pratique que Penny Skateboards a promu via les médias sociaux, des autocollants et des t-shirts.

## Histoire

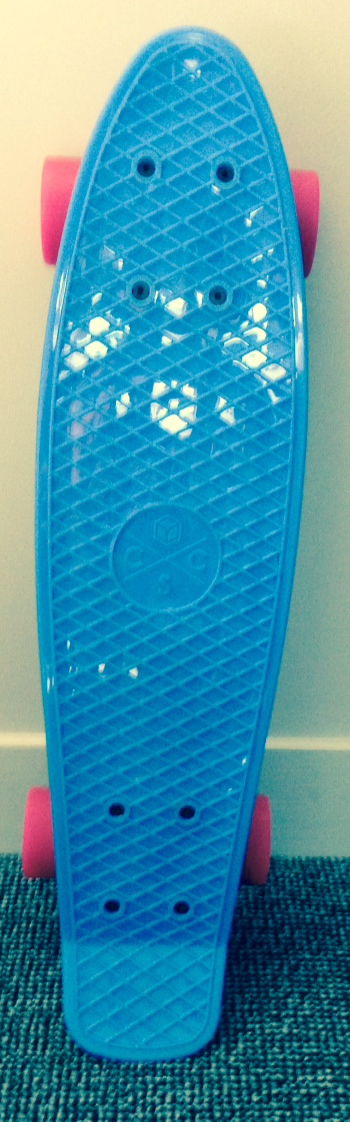
Un skateboard Penny bleu

Les premiers skateboards en plastique ont été créés en 1973 par Larry Stevenson, un ancien garde-côte de Venice Beach, qui a développé des skateboards en plastique pour la marque Makaha. Dans les années 1990, d'autres marques de skateboards en plastique telles que Stereo Skateboards, Krooked Skateboards et Globe ont émergé sur ce marché. Ben Mackay a créé le Penny en 2010, année à partir de laquelle la marque Penny Skateboards est née. L'idée derrière l'entreprise a été inspirée par le premier skateboard de Ben Mackay, un petit cruiser en plastique que son père lui avait acheté à une vente de garage, quand il avait cinq ans.
Ben Mackay a d'abord commencé la fabrication et la conception de ses propres skateboards pour les magasins de skate locaux., Il était déterminé à réaliser son rêve et de créer sa propre marque de skate. Ben Mackay a commencé à expérimenter différentes formes et types de planches. Puis il a utilisé plusieurs matériaux tels que la fibre de verre et de carbone, pour remplacer le bois. La signature durable et sensible caractéristique du skateboard Penny a été créé par l'expérimentation de prototypes de skateboards en plastique. La force et la flexion naturelle du Penny se distinguent des autres types de skateboards en plastique.

## Caractéristiques
Les skates Penny sont distingués par un deck en plastique, disponibles dans une gamme de couleurs. En raison de leur « formule secrète », les skates Penny ont la capacité de survivre au poids d'une voiture et de revenir à leur forme originale. Les différentes parties de la planche sont disponibles dans différents designs et couleurs, qui peuvent être choisis par l'acheteur afin de créer leur propre Penny, en fonction de leurs préférences personnelles. Les skates Penny sont plus faciles à transporter, par rapport aux skates en bois.

## Composants

### Les trucks
Les trucks sont fabriqués en fonte d'aluminium. Le but des trucks est de connecter les roues aux roulements du pont. Les trucks sont composés de deux parties; la plaque de base, qui est vissée sur la partie supérieure du deck et le cintre, dont l'axe traverse. Entre la plaque de base et le cintre sont fixées des bagues (aussi communément appelé caoutchoucs ou œillets) qui fonctionnent comme un coussinet pour le truck lorsqu'il tourne. Plus les bagues sont molles, plus il sera facile de tourner. Un pivot tient ces pièces ensemble, et s'adapte à l'intérieur des bagues. En serrant ou en desserrant la pivot , les trucks peuvent être desserrés pour mieux tourner, et serrés pour plus de stabilité.
Penny skateboards a fait évoluer le design de ses trucks, un changement majeur dans le comportement de ce mini cruiser. Il semble qu'il y ait seulement deux configurations, l'ancienne et la nouvelle. L'angle du kingpin (goujon principal) a été modifié. Sur l'ancienne génération, il était plus incliné que sur la nouvelle. Le but de ce changement d'angle était d'apporter plus de stabilité et de tourner plus facilement. Finalement certains riders recherchent les anciens trucks qui offrent des virages plus serrés et une bien meilleure stabilité !
Aussi la dureté des gommes (bushing) a changé, sur la version ancienne il y avait des 87A alors que sur les derniers c'est du 78A. C'est un changement qui apporte aussi un comportement différent.

### Les roues
Les roues pour le Penny sont fabriquées à partir d'uréthane, avec un plastique de base. Les roues de 22" et 27" des skateboards Penny ont un diamètre de 59 mm, tandis que celles du Longboard Penny ont un diamètre plus grand de 69 mm.
La dureté des roues Penny est un élément important la conception du skate. Sur l'échelle de dureté de 65 A à 100 A, toutes les roues du Penny sont évalués à 83 A, ce qui les rendent idéales pour la balade. En combinant avec le poids de la planche, les roues du Penny vont naturellement prendre de l'ampleur et de la vitesse. La largeur de ces roues a été adaptée pour la pratique sur des surfaces rugueuses.

### Le deck
Les decks des Penny sont fabriqués à partir d'une formule plastique, conçue pour donner de la structure au deck pour en faire une combinaison unique de force et de souplesse. Dotés d'un antidérapant, les decks Penny sont disponibles dans différentes couleurs et styles, et peuvent être achetés séparément ou pré-assemblés avec les autres pièces.

## Figures
Un grand nombre de figures sont réalisables sur les Penny. Les plus courants sont le ollie ou le manual. Le ollie est une figure fondamentale du skate. D'autres figures fondamentales que l' on peut faire sur un Penny comprennent le kickflip, réalisé principalement avec les orteils de la pointe du pied, et le heelflip, réalisée avec le talon de la pointe du pied. Des figures « old-school »  comme le boneless et le no comply sont aussi très populaires. Il y a aussi d'autres figures à faire comme le pop shove-it, le fakie bigspin, le hippie jump, le caveman ou alors le frontside no comply.